# Pinkin de Corozal 2020
Questa voce raccoglie le informazioni riguardanti le Pinkin de Corozal nella stagione 2020.

## Organigramma societario
Area direttiva
- Presidente: Lilibeth Rojas

Area tecnica
- Allenatore: Ángel Pérez

## Rosa
| N° | Nome                  | Ruolo | Data di nascita  | Nazionalità sportiva |
| -- | --------------------- | ----- | ---------------- | -------------------- |
| 1  | Yamari Padilla        | P     | 10 maggio ?      | Porto Rico           |
| 2  | Guadalupe Bou         | S     | -                | Porto Rico           |
| 3  | Alexandra Rivera      | L     | 18 febbraio 1993 | Porto Rico           |
| 4  | Joselyn Coronel       | C     | 2 gennaio 1998   | Porto Rico           |
| 5  | Yimarilis Calderón    | C     | -                | Porto Rico           |
| 6  | Joely Cabrera         | L     | 8 agosto 1995    | Porto Rico           |
| 6  | Zoé Sostre            | C     | 12 maggio 1993   | Porto Rico           |
| 9  | Yuliana Martínez      | S     | 27 dicembre 1996 | Porto Rico           |
| 10 | Rebecca Perry         | S     | 29 dicembre 1988 | Stati Uniti          |
| 12 | Gelymar Rodríguez     | S     | 26 giugno 1992   | Porto Rico           |
| 14 | Lindsey Ruddins       | S     | 5 novembre 1997  | Stati Uniti          |
| 15 | Yozually Ortíz        | O     | 21 gennaio 1991  | Porto Rico           |
| 17 | Yavianliz Rosado      | L     | 27 gennaio 1997  | Porto Rico           |
| 18 | Paola Michelle Rivera | P     | -                | Porto Rico           |
| 21 | Ninoshka Vázquez      | S     | -                | Porto Rico           |
| 24 | Génesis Castillo      | C     | 7 marzo 1994     | Porto Rico           |

## Mercato
| Acquisti | Acquisti              | Acquisti                  | Acquisti   |
| R.       | Nome                  | da                        | Modalità   |
| -------- | --------------------- | ------------------------- | ---------- |
| P        | Yamari Padilla        | Llaneras de Toa Baja      | definitivo |
| S        | Guadalupe Bou         | -                         | definitivo |
| L        | Alexandra Rivera      | Amazonas de Trujillo Alto | definitivo |
| C        | Joselyn Coronel       | Evansville                | definitivo |
| C        | Yimarilis Calderón    | ?                         | definitivo |
| L        | Joely Cabrera         | Polluelas de Aibonito     | definitivo |
| S        | Yuliana Martínez      | ?                         | definitivo |
| S        | Rebecca Perry         | Nakhon Ratchasima         | definitivo |
| S        | Gelymar Rodríguez     | Polluelas de Aibonito     | definitivo |
| S        | Lindsey Ruddins       | UC Santa Barbara          | definitivo |
| O        | Yozually Ortíz        | Polluelas de Aibonito     | definitivo |
| L        | Yavianliz Rosado      | Bradley                   | definitivo |
| P        | Paola Michelle Rivera | ?                         | definitivo |
| S        | Ninoshka Vázquez      | Indias de Mayagüez        | definitivo |
| C        | Génesis Castillo      | -                         | definitivo |
| C        | Zoé Sostre            | -                         | definitivo |

| Cessioni | Cessioni         | Cessioni | Cessioni   |
| R.       | Nome             | a        | Modalità   |
| -------- | ---------------- | -------- | ---------- |
| L        | Joely Cabrera    | -        | svincolata |
| S        | Yuliana Martínez | -        | svincolata |

## Risultati

### LVSF

#### Regular season
| 12 febbraio 2020 Coliseo Carmen Zoraida Figueroa, Corozal    | Pinkin de Corozal         | 0 - 3 | Indias de Mayagüez        | 19-25, 14-25, 15-25               |
| 14 febbraio 2020 Coliseo Carmen Zoraida Figueroa, Corozal    | Pinkin de Corozal         | 0 - 3 | Changas de Naranjito      | 15-25, 17-25, 22-25               |
| 15 febbraio 2020 Coliseo Rubén Zayas Montañez, Trujillo Alto | Amazonas de Trujillo Alto | 0 - 3 | Pinkin de Corozal         | 0-25, 0-25, 0-25                  |
| 18 febbraio 2020 Coliseo Roger L. Mendoza, Caguas            | Criollas de Caguas        | 3 - 0 | Pinkin de Corozal         | 25-19, 25-19, 25-22               |
| 20 febbraio 2020 Coliseo Carmen Zoraida Figueroa, Corozal    | Pinkin de Corozal         | 0 - 3 | Llaneras de Toa Baja      | 27-29, 16-25, 13-25               |
| 22 febbraio 2020 Coliseo Rafael Amalbert, Juncos             | Valencianas de Juncos     | 2 - 3 | Pinkin de Corozal         | 25-23, 25-18, 17-25, 22-25, 15-17 |
| 27 febbraio 2020 Coliseo Carmen Zoraida Figueroa, Corozal    | Pinkin de Corozal         | 0 - 3 | Indias de Mayagüez        | 13-25, 17-25, 19-25               |
| 2 marzo 2020 Coliseo Carmen Zoraida Figueroa, Corozal        | Pinkin de Corozal         | 3 - 2 | Valencianas de Juncos     | 25-18, 22-25, 25-23, 9-25, 15-11  |
| 8 marzo 2020 Coliseo Carmen Zoraida Figueroa, Corozal        | Pinkin de Corozal         | 1 - 3 | Criollas de Caguas        | 25-23, 19-25, 14-25, 13-25        |
| 9 marzo 2020 Coliseo Carmen Zoraida Figueroa, Corozal        | Pinkin de Corozal         | 3 - 2 | Llaneras de Toa Baja      | 25-21, 29-27, 25-27, 21-25, 15-9  |
| 12 marzo 2020 Coliseo Rubén Zayas Montañez, Trujillo Alto    | Amazonas de Trujillo Alto | -     | Pinkin de Corozal         | annullata                         |
| 14 marzo 2020 Coliseo Rafael Amalbert, Juncos                | Valencianas de Juncos     | -     | Pinkin de Corozal         | annullata                         |
| 18 marzo 2020 Coliseo Gelito Ortega, Naranjito               | Changas de Naranjito      | -     | Pinkin de Corozal         | annullata                         |
| 20 marzo 2020 Coliseo Roger L. Mendoza, Caguas               | Criollas de Caguas        | -     | Pinkin de Corozal         | annullata                         |
| 22 marzo 2020 Coliseo Carmen Zoraida Figueroa, Corozal       | Pinkin de Corozal         | -     | Amazonas de Trujillo Alto | annullata                         |
| 25 marzo 2020 Coliseo Antonio R. Barceló, Toa Baja           | Llaneras de Toa Baja      | -     | Pinkin de Corozal         | annullata                         |
| 29 marzo 2020 Coliseo Carmen Zoraida Figueroa, Corozal       | Pinkin de Corozal         | -     | Valencianas de Juncos     | annullata                         |
| 2 aprile 2020 Coliseo Carmen Zoraida Figueroa, Corozal       | Pinkin de Corozal         | -     | Criollas de Caguas        | annullata                         |
| 8 aprile 2020 Palacio de Recreación y Deportes, Mayagüez     | Indias de Mayagüez        | -     | Pinkin de Corozal         | annullata                         |
| 11 aprile 2020 Coliseo Carmen Zoraida Figueroa, Corozal      | Pinkin de Corozal         | -     | Changas de Naranjito      | annullata                         |
| 13 aprile 2020 Coliseo Gelito Ortega, Naranjito              | Changas de Naranjito      | -     | Pinkin de Corozal         | annullata                         |
| 15 aprile 2020 Palacio de Recreación y Deportes, Mayagüez    | Indias de Mayagüez        | -     | Pinkin de Corozal         | annullata                         |
| 17 aprile 2020 Coliseo Antonio R. Barceló, Toa Baja          | Llaneras de Toa Baja      | -     | Pinkin de Corozal         | annullata                         |
| 19 aprile 2020 Coliseo Carmen Zoraida Figueroa, Corozal      | Pinkin de Corozal         | -     | Amazonas de Trujillo Alto | annullata                         |

## Statistiche

### Statistiche di squadra
| Competizione | Punti | In casa | In casa | In casa | In trasferta | In trasferta | In trasferta | Totale | Totale | Totale |
| Competizione | Punti | G       | V       | P       | G            | V            | P            | G      | V      | P      |
| ------------ | ----- | ------- | ------- | ------- | ------------ | ------------ | ------------ | ------ | ------ | ------ |
| LVSF         | 9     | 7       | 2       | 5       | 3            | 2            | 1            | 10     | 4      | 6      |
| Totale       | -     | 7       | 2       | 5       | 3            | 2            | 1            | 10     | 4      | 6      |

G = partite giocate; V = partite vinte; P = partite perse